# Leo Baeck

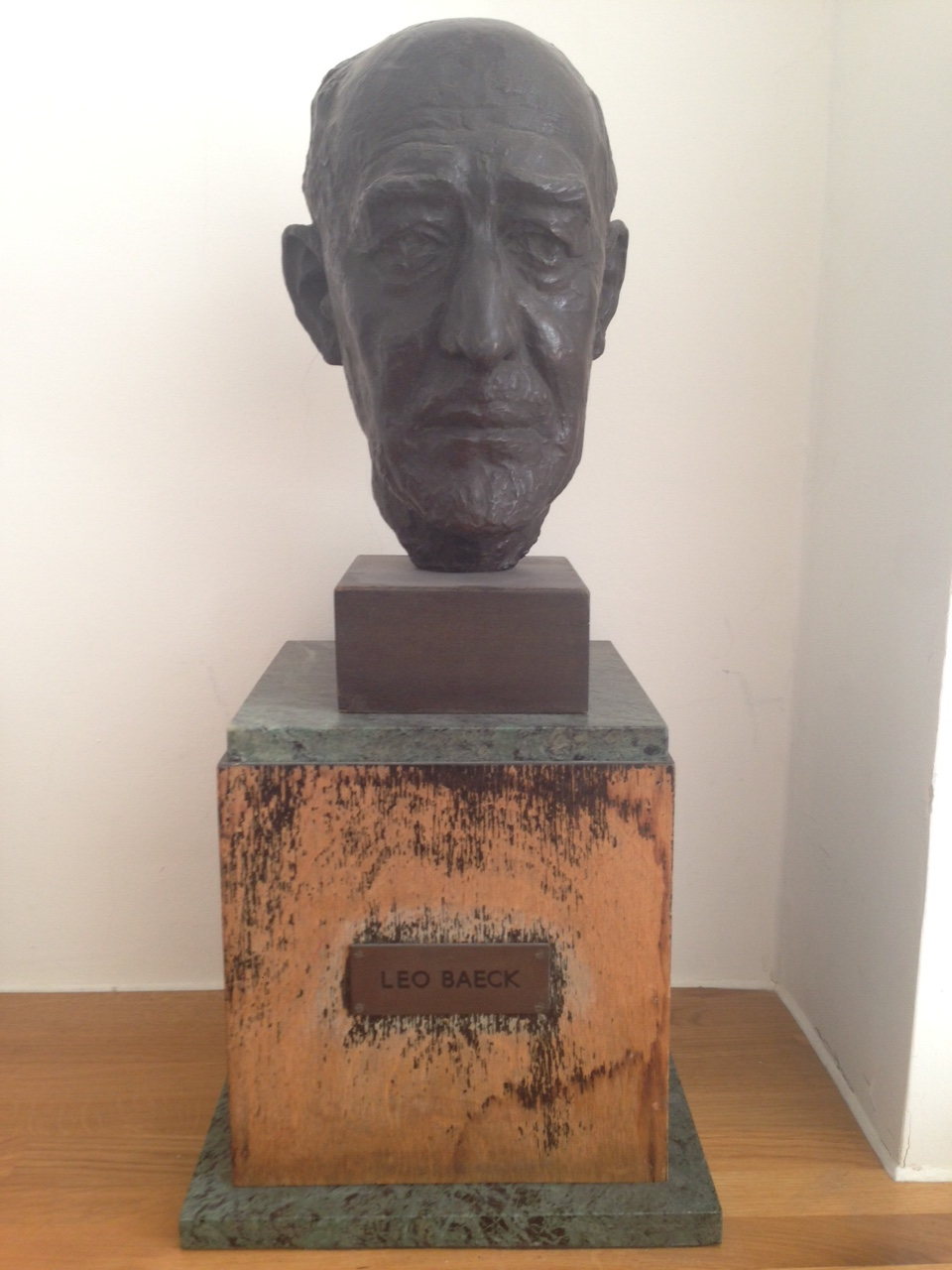
Büste von Leo Baeck

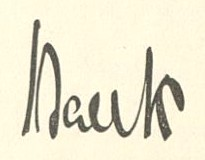

Leo [Arje Lipmann] Baeck (IPA: [ˌleːo ˈbɛk], anhörenⓘ; geboren am 23. Mai 1873 in Lissa, Provinz Posen; gestorben am 2. November 1956 in London) war Rabbiner, zu seiner Zeit der bedeutendste Vertreter des deutschen liberalen Judentums sowie jahrelang unbestrittene Führungsfigur und Repräsentant der deutschen Judenheit.

## Leben

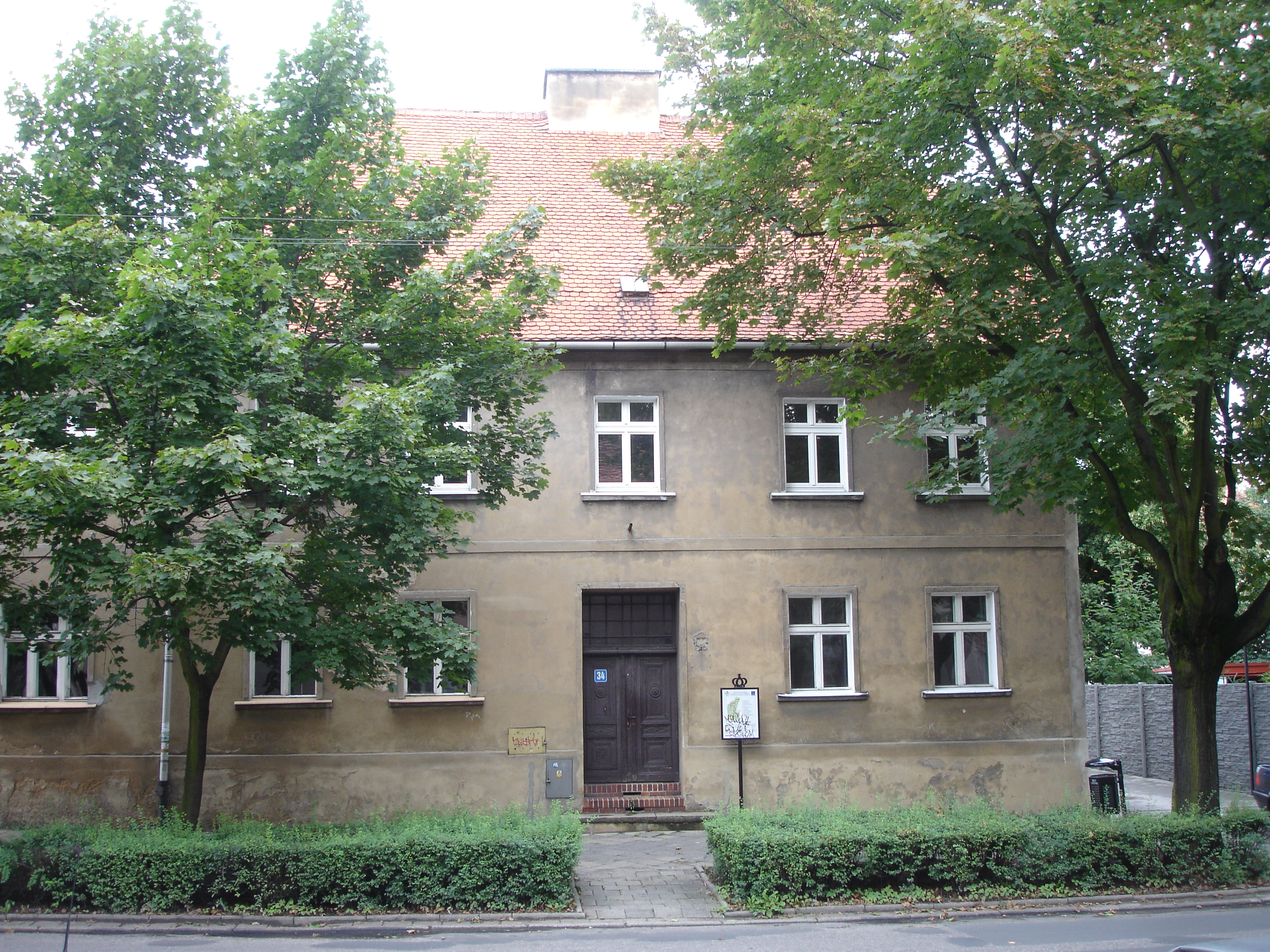
Geburtshaus in Lissa

### Jugend und Ausbildung
Leo Baeck wuchs in der überwiegend deutschsprachigen Stadt Lissa als Sohn des Rabbiners Samuel Baeck (1834–1912) und seiner Ehefrau Eva geb. Placzek (1840–1926) mit vier Schwestern auf. Eva Placzek war die Tochter von Abraham Placzek (1799–1884), des Oberrabbiners von Mähren. Er besuchte das Johann-Amos-Comenius-Gymnasium seiner Geburtsstadt.
Nach einem Studium am Rabbinerseminar in Breslau, wo er gleichzeitig an der Universität Philosophie studierte, wechselte er 1894 an die liberale Hochschule für die Wissenschaft des Judentums in Berlin, wo er an der Friedrich-Wilhelms-Universität neben Philosophie auch Geschichte und Religionsphilosophie belegte und im Mai 1895 bei Wilhelm Dilthey über Spinozas erste Einwirkungen auf Deutschland promovierte.

### Rabbiner und Dozent
1895 nahm er eine Rabbinerstelle in Oppeln an. Dort entstand sein Hauptwerk Das Wesen des Judentums, das 1905 erschien. Darin setzte er sich kritisch mit den Positionen des evangelischen Theologen Adolf von Harnack auseinander und wehrte sich gegen die Darstellung des Judentums als überholter Gesetzesreligion. 1899 heiratete er Natalie Hamburger, die Enkelin eines Rabbinerkollegen. Im oberschlesischen Oppeln wurde auch das einzige Kind des Paares, Ruth, geboren.
Von 1907 bis 1912 amtierte er in Düsseldorf. 1912 wurde er Gemeinderabbiner in Berlin (zu der Zeit zählte die Jüdische Gemeinde Berlin ungefähr 150.000 Mitglieder), wo er ab 1913 auch als Dozent an der Hochschule für die Wissenschaft des Judentums wirkte, bis zu deren Schließung durch die Nationalsozialisten am 19. Juli 1942.

### Erster Weltkrieg und Weimarer Republik
Am Ersten Weltkrieg nahm Leo Baeck als Feldrabbiner teil. In der Weimarer Republik wurde er zum bekanntesten Vertreter des deutschen liberalen Judentums und übernahm mehrere repräsentative Ämter in jüdischen Organisationen. So wurde er 1922 Vorsitzender des Allgemeinen Rabbinerverbandes in Deutschland und war von 1924 bis 1937 Präsident der Großloge der deutschen Sektion von B’nai B’rith, die damals mehr als hundert Einzellogen umfasste. Ab 1925 war Leo Baeck Vorsitzender der Zentralwohlfahrtsstelle der Juden in Deutschland.

### Zeit des Nationalsozialismus
1933 wurde Leo Baeck Präsident der Reichsvertretung der Deutschen Juden, die eine Dachorganisation der jüdischen Organisationen darstellte und für deren Leitung er aufgrund seiner Fähigkeiten zu vermitteln besonders geeignet war. Die Aufgaben der Reichsvertretung in der Zeit der schwersten antisemitischen Verfolgung reichten von der humanitären Unterstützung für die verelendete jüdische Bevölkerung, der Bildung für die aus den Schulen getriebenen Schüler bis zur Unterstützung bei der Auswanderung. 
Die Nationalsozialisten entzogen ab 1939 anderen jüdischen Einrichtungen die Selbstständigkeit, schufen die Reichsvereinigung der Juden in Deutschland als Zwangsvereinigung und versuchten über die Gestapo deren Aktivitäten direkt zu kontrollieren. Auch unter diesem Druck lehnte Leo Baeck Angebote zur Emigration ab und unterhielt Kontakte zur Widerstandsgruppe um Carl Friedrich Goerdeler. Die „Reichsvereinigung der Juden in Deutschland“ wurde von der Gestapo am 10. Juni 1943 endgültig aufgelöst. Baeck lebte noch bis zu seiner Deportation im Januar 1943 in Berlin. Sein Freund Hans-Hasso von Veltheim besuchte ihn entgegen allen Kontaktverboten noch bis Ende 1942 regelmäßig und ließ ihm bis zur Deportation Lebensmittel überbringen. Baeck wiederum übersandte Veltheim fortlaufend seine neu entstandenen Manuskriptkapitel von „Dieses Volk. Jüdische Existenz“, um sie in Sicherheit zu bringen. Als Veltheim 1945 in der Sowjetischen Besatzungszone enteignet wurde und eine riskante Flucht nach Westdeutschland unternahm, übergab er zuvor die Manuskripte an den Landeskonservator Wolf Schubert. Baeck revanchierte sich in den Jahren danach, indem er aus England und den USA Veltheim finanziell unterstützte.

### Ghetto Theresienstadt
Leo Baeck wurde im Januar 1943 in das Ghetto Theresienstadt deportiert. Dort verschaffte er sich schnell das Ansehen einer prominenten Persönlichkeit und lebte zusammen mit seiner Haushälterin Dora Czapski in zwei Zimmern. Sie erhielt ebenfalls den Status einer Prominenten und hatte somit Kapazitäten, sich um Baeck zu kümmern. Die Historikerin Anna Hájková beschreibt Baecks Position und Leben im Ghetto Theresienstadt ausführlich; dort arbeitete er unter anderem in der Seelsorge, hielt Predigten für andere Gefangene und führte Hochzeitszeremonien durch. Zusammen mit anderen Gelehrten trug er viel zum kulturellen Leben bei und hielt Vorträge. Besonders beliebt waren seine Vorlesungen über das Judentum, jüdische Geschichte, Philosophie und Religion.
In Theresienstadt wurde Leo Baeck Mitglied im Ältestenrat und kümmerte sich unter schwierigsten Bedingungen um die Gemeinde, unterstützt von Regina Jonas und Viktor Frankl. Außerdem initiierte er zusammen mit Professor Maximilian Adler aus Prag und Professor Emil Utitz aus Halle eine Vortragsreihe, die er selbst mit einem Vortrag über Platon begann. Es existiert eine Liste seiner Vortragsthemen (geschrieben in Sütterlinschrift), auf der genannt sind: Platon, Maimonides, Spinoza, Kant, Mendelssohn, Hermann Cohen, Die jüdische Religionsphilosophie des Mittelalters, Die jüdische Mystik des Mittelalters, Das Problem von Leib und Seele, Die Lebenseinheit in Leib und Seele, Der Sinn der Geschichte, Die Geschichtsschreibung, Die Jahrhunderte von der Zerstörung des ersten bis zu der des zweiten Tempels, Die Zeit der Makkabäer. Soweit bekannt, hielt er seinen letzten Vortrag mit dem Titel Galileo Galilei und das Ende des Mittelalters am 23. Dezember 1944.
Leo Baeck setzte sich für die katholische Gemeinde im Ghetto ein, die dort keine einfache Positionierung hatte. Baeck erwirkte trotz großer kultureller Unterschiede eine Zusammenarbeit mit der katholischen Gemeinde, obwohl einige Häftlinge im Ghetto, insbesondere die Zionisten, ihren christlichen Mitgefangenen mit Missfallen begegneten. Baeck wurde von der katholischen Gemeinde zu Vorträgen eingeladen, und später unterstützte er katholische Häftlinge dabei, katholische Eheschließungen und Taufen durchzuführen. Baeck besaß das Talent, mit Leuten auszukommen, die gegensätzliche Meinungen vertraten und seinen eigenen Ansichten sehr kritisch gegenüberstanden. Dies brachte ihm große Beliebtheit und Bewunderung bei verschiedenen Gruppierungen ein, wie den Tschecho-Juden, Zionisten, deutschen, österreichischen und tschechischen Juden, Christen und Atheisten. Baeck wurde zeitlebens als tolerante und pluralistische Persönlichkeit beschrieben.
Im Jahr 1943 kam es zu einem kontrovers diskutierten Vorfall, den Hannah Arendt später in ihrem Werk Eichmann in Jerusalem: A Report on the Banality of Evil kommentierte. Nach eigener Aussage wurde Baeck im August 1943 von einem tschechischen Ingenieur namens Grünberg angesprochen, der ihm von seinem Freund, einem sogenannten Mischling, erzählte, der in das Vernichtungslager Auschwitz deportiert worden sei. Dieser Mann sei aus Auschwitz geflohen, habe Grünberg im Ghetto Theresienstadt besucht und ihm von den Gaskammern berichtet. Baeck und Grünberg überlegten, wie sie mit diesen Informationen umgehen sollten, und Baeck beschloss, niemandem davon zu erzählen, da er befürchtete, dass das Leben angesichts eines baldigen Todes für die Häftlinge nur noch schwerer zu ertragen sein würde. Baecks Bericht ist weithin anerkannt, so sehr, dass Hannah Arendt seine Entscheidung kritisierte.
Diese Darstellung der Geschichte wirft Fragen auf und enthält Unstimmigkeiten: Erfolgreiche Fluchten aus dem Vernichtungslager Auschwitz sind ausgiebig erforscht worden und es gibt bisher keinen Hinweis auf einen Tschechen, der 1943 entkam. Die Tatsache, dass außer Baeck niemand von diesem Flüchtling gehört hatte, lässt Zweifel aufkommen; es gab auch keinen Ingenieur namens Grünberg in Theresienstadt. Bekannt ist der Forschung die Flucht von Vítězslav Lederer, der im April 1944 aus Auschwitz entkam und im gleichen Jahr in das Ghetto Theresienstadt gelangte. Anna Hájková stellte in ihrem Buch The Last Ghetto. An Everyday History of Theresienstadt die Überlegung auf, dass, wenn es einer Person gelang, die lebensgefährliche Flucht aus Auschwitz zu unternehmen und anschließend nach Theresienstadt zu gelangen, um andere Häftlinge zu warnen, warum sollten sich der Flüchtling oder Grünberg mit Baecks Entscheidung zufriedengeben, es niemandem zu sagen? Im August 1943 gab es keine Ausbrüche aus Auschwitz, und die Erklärung ist, dass Baeck sich zusammen mit anderen mit Vítězslav Lederer getroffen hatte.
Angaben zu Baecks Erinnerungen an seine Geschwister sind widersprüchlich; er gab an, dass drei seiner Schwestern vor seiner Ankunft im Ghetto Theresienstadt starben und eine weitere kurz danach. Im Sommer 1942 starben tatsächlich zwei seiner Schwestern, und 14 Monate nach Baecks Ankunft starb seine dritte Schwester. Baecks vierte Schwester, Anna Fischerová, überlebte die NS-Zeit.

### London

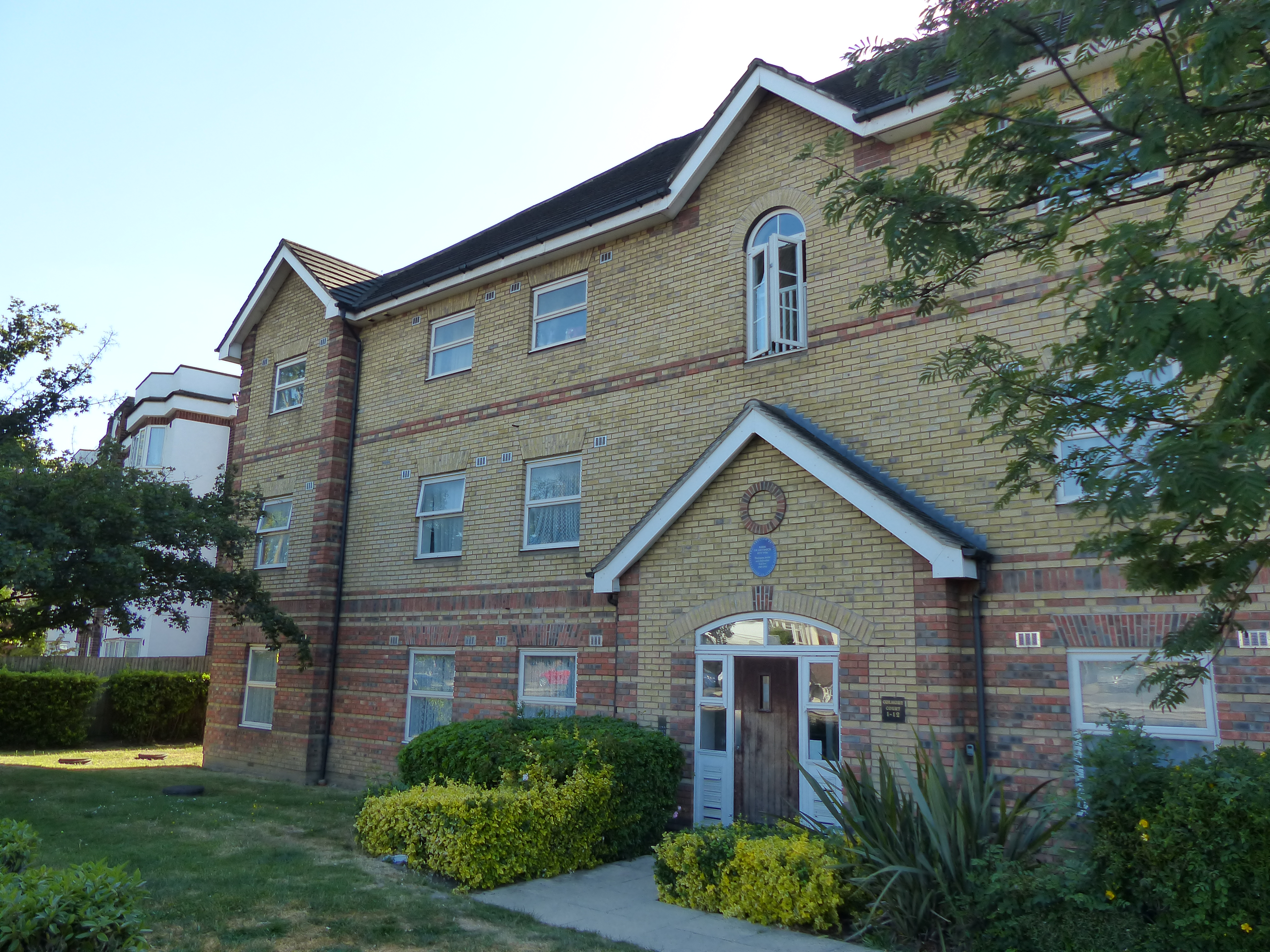
Leo Baecks Wohnhaus 1945 bis 1951 in London

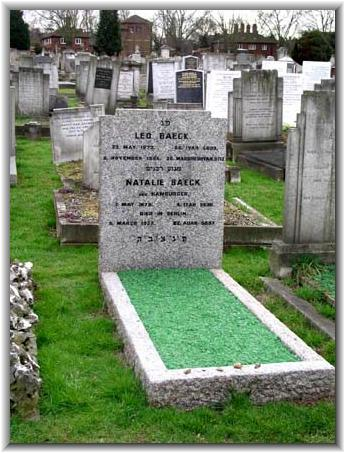
Das Grab Leo Baecks und seiner Frau Natalie (Jüdischer Friedhof Golders Green, London)

Nach dem Ende des Zweiten Weltkriegs übersiedelte Baeck am 5. Juni 1945 nach London. Dort wirkte er als Präsident der von ihm 1924 mitbegründeten Weltunion für progressives Judentum; ein Amt, in das er bereits 1938 gewählt worden war und das er bis 1955 ausübte. 1947 gründete er das später nach ihm benannte „Institut zur Erforschung des Judentums in Deutschland seit der Aufklärung“. 1948 bis 1953 übernahm er zudem eine Professur am Hebrew Union College in Cincinnati.
Baeck starb am 2. November 1956 in London und ist auf dem Jüdischen Friedhof Golders Green begraben. Auf dem Jüdischen Friedhof Berlin-Weißensee befindet sich ein Gedenkstein für Baeck und seine Ehefrau.

## Zitate
„Für uns Juden in Deutschland ist eine Geschichtsepoche zu Ende gegangen. Eine solche geht zu Ende, wenn immer eine Hoffnung, ein Glaube, eine Zuversicht endgültig zu Grabe getragen werden muß. Unser Glaube war es, dass deutscher und jüdischer Geist auf deutschem Boden sich treffen und durch ihre Vermählung zum Segen werden könnten. Dies war eine Illusion – die Epoche der Juden in Deutschland ist ein für alle Mal vorbei.“

## Auszeichnungen
- 1953: Großes Verdienstkreuz mit Stern der Bundesrepublik Deutschland[17]

## Gedenken

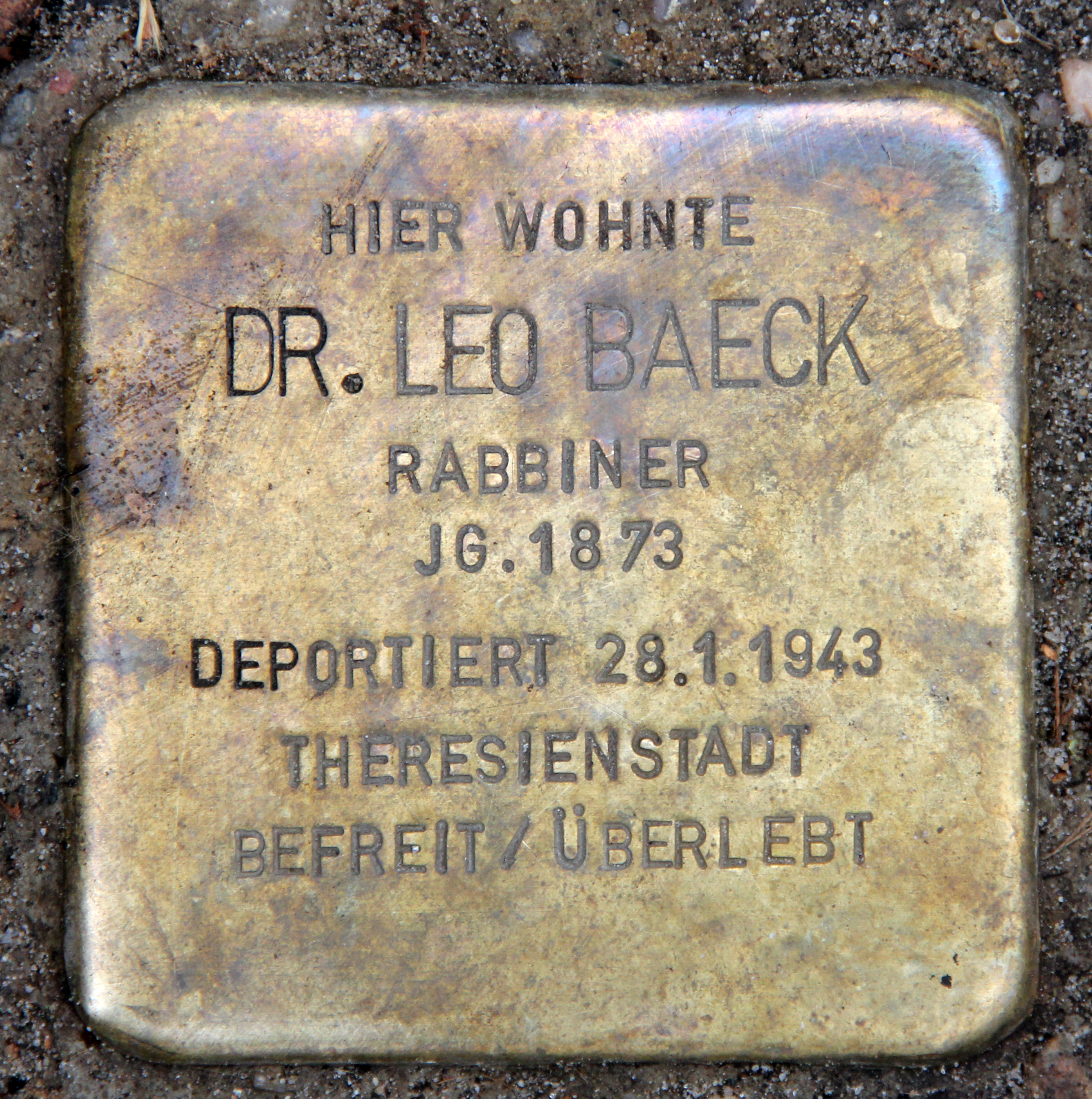
Stolperstein, Fritz-Elsas-Straße 15, in Berlin-Schöneberg
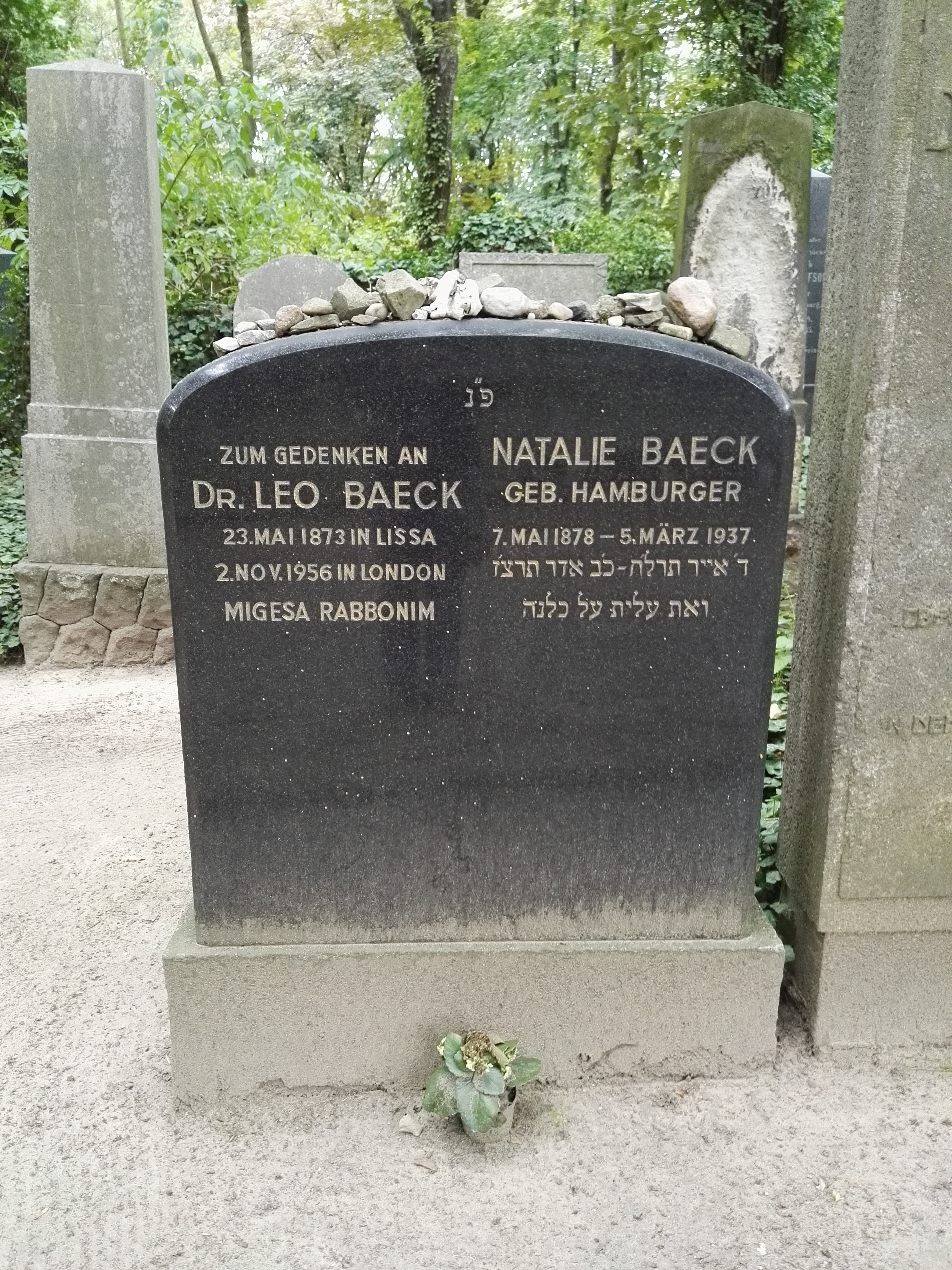
Gedenkstein auf dem Jüdischen Friedhof Berlin-Weißensee
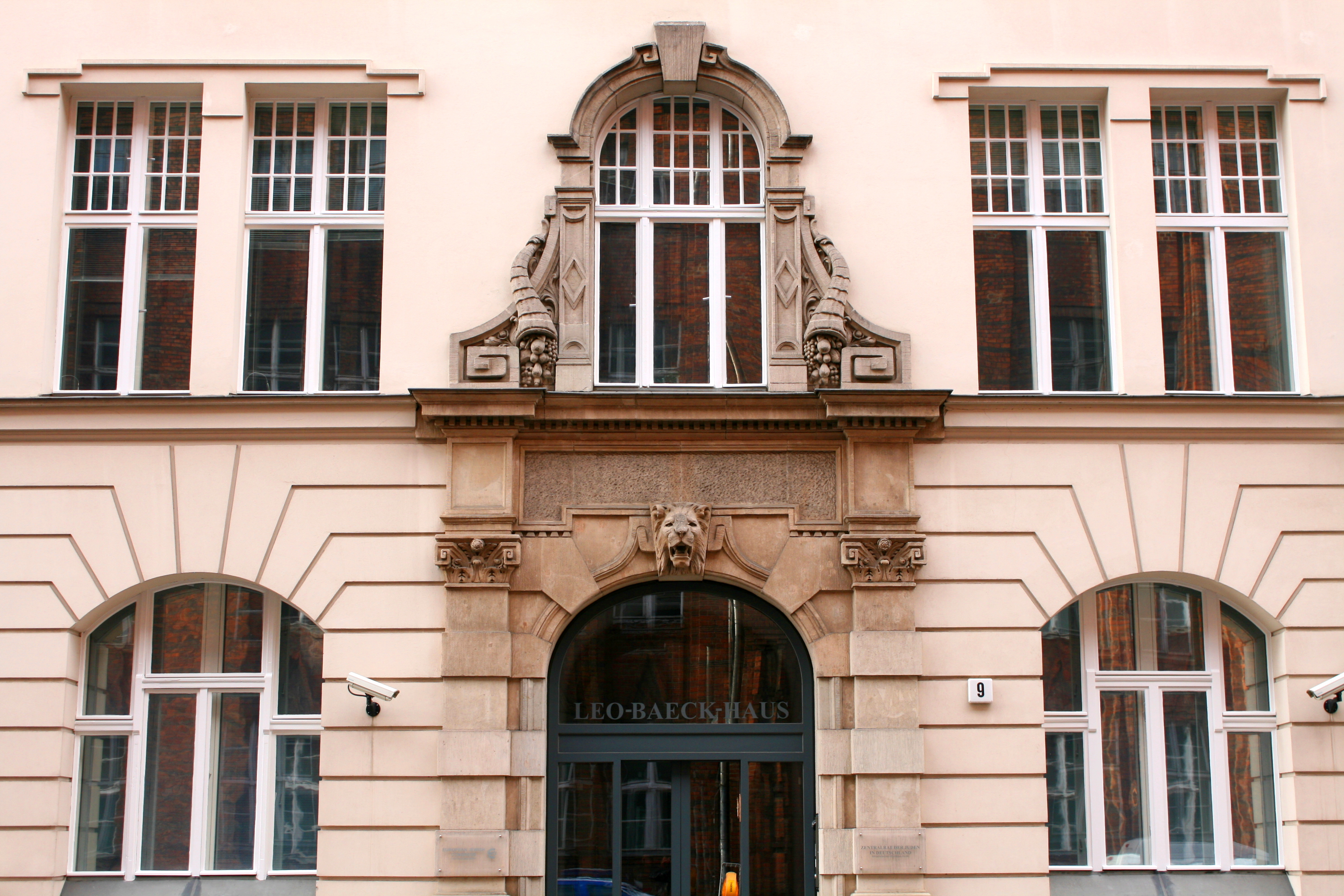
Fassade des Leo-Baeck-Hauses in Berlin, Sitz des Zentralrates der Juden in Deutschland

Viele Institutionen tragen ihm zu Ehren seinen Namen: Schulen, Logen, Synagogen und Gemeindezentren in vielen Ländern der Welt. Hier sind einige wichtige Einrichtungen genannt.
- 1938 gründete Rabbiner Dr. Meir Elk in Haifa das Leo-Baeck-Erziehungszentrum.
- Das Leo Baeck Institut hat Standorte in New York, Jerusalem und London sowie eine Arbeitsgemeinschaft in Berlin, seit 1978 vergibt es in unregelmäßigen Abständen die Leo-Baeck-Medaille.
- Seit 1956 vergibt der Zentralrat der Juden in Deutschland den Leo-Baeck-Preis an Personen, die sich für die Ideale von Baeck einsetzen („um Religiosität, Achtung vor Geisteswissenschaft, Wohltätigkeit und Humanität fortzupflanzen“).
- Das Leo Baeck College in London ist ein Rabbinerseminar für das progressive Judentum in Großbritannien, das 1956 gegründet wurde.
- Seit 2005 gibt es das Leo-Baeck-Programm, das schulische und außerschulische Projekte, die einen integrativen Ansatz deutsch-jüdischer Geschichte verfolgen, fördert. Es ist eine gemeinsame Initiative der Stiftung EVZ und der Kommission des Leo Baeck Instituts zur Verbreitung deutsch-jüdischer Geschichte.[18]
- 2006 entstand das Leo Baeck Fellowship Programme der Studienstiftung, ein internationales Stipendienprogramm, das Dissertationen zur deutsch-jüdischen Geschichte auszeichnet.[19]
- Das ehemalige Gebäude der Hochschule für die Wissenschaft des Judentums in der Berliner Tucholskystraße 9 ist seit 1999 Sitz des Zentralrates der Juden in Deutschland und heißt seitdem Leo-Baeck-Haus.[20]
- Die Leo Baeck Foundation in Potsdam wurde aus Anlass des 50. Todestages Baecks mit Billigung seiner Familie zur Jahreswende 2005/06 errichtet. Sie widmet sich der Förderung des Abraham-Geiger-Kollegs an der Universität Potsdam und damit der Ausbildung von Rabbinern und Gemeindepersonal für Kontinentaleuropa sowie dem Dialog zwischen den Religionen.
- Am 11. September 2012 wurde vor seinem ehemaligen Wohnhaus in Berlin-Schöneberg, Fritz-Elsas-Straße 15, ein Stolperstein verlegt.
- In Opole (Polen) wurde neben dem Denkmal für die zerstörte Oppelner Synagoge im Herbst 2013 eine Ehrentafel zum Gedenken an Baeck enthüllt.[21]
- In Berlin-Zehlendorf gibt es eine Leo-Baeck-Straße.[22]

## Schriften

### Werkausgabe
- Werke. Hrsg. von Albert H. Friedlander, Bertold Klappert und Werner Licharz. Im Auftr. des Leo Baeck Instituts, Gütersloher Verlagshaus, New York, Gütersloh 1998–2003 [Sonderausgabe: Gütersloher Verlagshaus, Gütersloh 2006].
  - Bd. 1: Das Wesen des Judentums. 1998, ISBN 3-579-02334-9.
  - Bd. 2: Dieses Volk. Jüdische Existenz. 1996, ISBN 3-579-02335-7.
  - Bd. 3: Wege im Judentum. Aufsätze und Reden. 1997, ISBN 3-579-02336-5.
  - Bd. 4: Aus drei Jahrtausenden. Das Evangelium als Urkunde der jüdischen Glaubensgeschichte. 2000, ISBN 3-579-02337-3.
  - Bd. 5: Nach der Schoa – warum sind Juden in der Welt? Schriften aus der Nachkriegszeit. 2002.
  - Bd. 6: Briefe, Reden, Aufsätze. 2003.

### Einzelschriften
- Das Wesen des Judentums. Nathansen & Lamm, Berlin 1905. (Schriften der Gesellschaft zur Förderung der Wissenschaft des Judentums), Digitalisat.
- Die jüdische religiöse Erziehung. In: Handbuch der Pädagogik. Hrsg. von Hermann Nohl. Band 3. Langensalza u. a., 1930.
- Romantische Religion. 1922.
- Die Pharisäer. Schocken, Berlin 1934. (Bücherei des Schocken Verlags. 6.)
- Religion und Weltfriede: Überwindung der Kriege. Sammelschrift mit Beiträgen von Leo Baeck, Günther Dehn, Alfred Klee. Hrsg. von der Arbeitsgemeinschaft der Konfessionen für den Frieden. 1930.
- Chaim Nachman Bialik. Eine Einführung in sein Leben und sein Werk. 1935.
- Das Evangelium als Urkunde der jüdischen Glaubensgeschichte. 1938.
- Der Sinn der Geschichte. 1946.
- Maimonides, der Mann, sein Werk und seine Wirkung. 1954.
- Dieses Volk. Jüdische Existenz. 2 Bände. Europäische Verlagsanstalt, Frankfurt am Main 1955.
- Aus drei Jahrtausenden. Wissenschaftliche Untersuchungen und Abhandlungen zur Geschichte des jüdischen Glaubens. 1958.
- Von Moses Mendelssohn zu Franz Rosenzweig: Typen jüdischen Selbstverständnisses in den letzten beiden Jahrhunderten. 1958.
- Paulus, die Pharisäer und das Neue Testament. Drei Aufsätze. Ner-Tamid Verlag, Frankfurt 1961.
- Vorträge und Ansprachen. Mit einem Geleitwort von Leo Baeck. Herausgegeben von der Grossloge Deutschland VIII U. O. B. B. 2., verb. Auflage. Maximilian Stein, Leo Baeck.
- Zum 50jährigen Bestehen des Ordens Bne Briss in Deutschland. U.O.B.B. (Enthält außerdem: Alfred Goldschmidt: Der deutsche Distrikt des Ordens Bne Briss. Arthur Löwenstamm: Soziologie der Loge. Bruderworte. Zusammengestellt von Paul Rosenfeld.) Leo Baeck, Einleitung.
- Geschichte der Juden. 3 Bände, 1954–1959, 1965.

## Vorträge
- Geist und Blut. Vortrag, gehalten auf der Jubiläumstagung der Gesellschaft für Freie Philosophie in Darmstadt am 25. November 1930, Philo-Verlag, Berlin 1931. Gr.-8vo Orig.-Broschur (= Morgenreihe 9. Schrift).
- Der Sinn der Geschichte. Drei Vorträge aus der Sendereihe Lebendiges Abendland des Deutschen Dienstes des Londoner Rundfunks (5., 12. und 19. Mai 1946).
- Maimonides, der Mann, sein Werk und seine Wirkung. Vortrag, anlässlich der Gedenkfeier zur 750. Wiederkehr des Todestages des großen Gelehrten Moses Maimonides am 7. Juli 1954 in Düsseldorf.